# Guillaume de Duve
Guillaume Herman Timoleon de Duve (Celle (Hannover), 6 april 1795 - Antwerpen, 30 april 1860) was een Duits officier in de King's German Legion en stamvader van de Belgische adellijke familie de Duve.

## Geschiedenis
- In 1766 verleende keizer Jozef II, met de goedkeuring van de Keurvorst van Hannover, erfelijke adel aan Friedrich Wilhelm von Duve.

## Levensloop
Wilhelm von Duve (Guillaume de Duve), achterkleinzoon van de voornoemde, was een zoon van Johan Friedrich Wilhelm von Duve, heer van Rethem in Hannover en van Eleonore von Behr. Hij werd officier in een Hannovers regiment.
Verhuisd naar de Zuidelijke Nederlanden, trouwde hij in 1816 in Antwerpen met Marie-Josèphe Sassenus (1788-1869). In 1820 werd hij genaturaliseerd binnen het Verenigd Koninkrijk der Nederlanden en werd politiecommissaris in Antwerpen. In 1858 werd hij erkend in de Belgische erfelijke adel.
Het echtpaar had elf kinderen, onder wie:
- Jeanne de Duve (1817-1891), kloosterzuster;
- Augustin de Duve (1818-1906), jezuïet;
- Julie de Duve (1820-1896), kloosterzuster;
- Marie-Hortense de Duve (1824-1887), kloosterzuster;
- Antoine de Duve (zie hierna);
- Rosalie de Duve (1833-1893), kloosterzuster;
- Charles de Duve (zie hierna).

## Antoine de Duve
- Antoine de Duve (1828-1902) was notaris in Antwerpen en trouwde er in 1862 met Clémentine Moris (1844-1910). Het echtpaar kreeg elf kinderen, onder wie:
  - Marie de Duve (1865-1957), schilder (Marie Wambach), die in 1887 trouwde met Emile Wambach (1854-1924), componist, directeur van de Koninklijke Vlaamse Muziekacademie.
  - René de Duve (1878-1959), die trouwde in Antwerpen met Jeanne Meunier (1889-1965). Ze kregen twee zoons, maar bij gebrek aan verdere mannelijke afstammelingen is deze tak uitgedoofd.
  - Alphonse de Duve (1883-1961), immobiliënmakelaar, trouwde in 1906 in Antwerpen met Madeleine Pungs (1884-1977). Ze kregen zeven kinderen, onder wie vier zoons die voor nageslacht zorgden.
    - Jacques de Duve (1911-1978), immobiliënmakelaar en kunstschilder, trouwde met Beatrix Lindsay Thomson (1915-2000). Het echtpaar kreeg twee zoons en een dochter, met afstammelingen tot heden.
    - Burggraaf Christian de Duve (1917-2013), Nobelprijs Geneeskunde (1974), met afstammelingen tot heden.
      - Thierry de Duve (1944- ), universiteitshoogleraar, docent in de theorie van moderne en hedendaagse kunst en auteur van boeken op dit gebied in het Engels, Frans en Nederlands.

    - Pierre de Duve (1921-2014), ambtenaar bij de VN en daarna immobiliënmakelaar, trouwde met Marie-Antoinette le Boulengé (1927- ), met afstammelingen tot heden.
      - Pascal de Duve (1964-1993), filosoof en schrijver (hij publiceerde in het Frans en in het Nederlands). Hij sprak, naast de meeste Europese talen, Russisch, Chinees, Arabisch, Grieks, Japans, Tsjechisch enz.

    - Daniel de Duve (1924- ) trouwde met Françoise Terlinden (1926-1991). Met afstammelingen tot heden.

## Charles de Duve
- Charles Jean Alphonse Aloïse de Duve (1835-1898) trouwde in 1862 in Antwerpen met Clémentine Hyard (1842-1870). Ze kregen vier dochters en twee zoons:
  - Joseph de Duve (1868-1950), jezuïet, missionaris in Indië.
  - Leon de Duve (1869-1907), jezuïet, missionaris in Congo.